# Кара-Добо
Кара-Добо (кирг. Кара-Дөбө) — село в Кадамжайском районе Баткенской области Кыргызстана. Входит в состав айылного аймака Майдан.

## География
Село расположено в восточной части области, к югу от канала имени XVII Партсъезда, вблизи государственной границы с Узбекистаном, на расстоянии приблизительно 21 километра (по прямой) к северо-востоку от города Кадамжай, административного центра района. Абсолютная высота — 938 метров над уровнем моря.

## Население
Согласно оценочным данным Национального статистического комитета Кыргызской Республики, численность населения села на начало 2023 года составляла 1846 человек.
| год     | 2009 | 2014 | 2015 | 2020 | 2021 | 2023 |
| ------- | ---- | ---- | ---- | ---- | ---- | ---- |
| человек | 1114 | 1439 | 1516 | 1712 | 1722 | 1846 |